# بعضی وقت‌ها (ترانه بریتنی اسپیرز)
«بعضی وقت‌ها» (به انگلیسی: Sometimes) تک‌آهنگی از بریتنی اسپیرز است که در ۳۰ آوریل ۱۹۹۹ منتشر شد. این تک‌آهنگ در آلبوم ...عزیزم یک فرصت دیگر بهم بده (آلبوم) قرار داشت. در موزیک ویدئوی این آهنگ بریتنی به همراه بازیگر معروف (پائول واکر) دیده می‌شود.
این تک‌آهنگ در چارت‌های، فلاندرز، نیوزلند در رتبه اول و در چارت‌های استرالیا، ایتالیا، والونیا، فنلاند، سوئد، اتریش، آلمان، سوئیس، جزو ده ترانه اول قرار گرفت.